# وندی شیفر
وندی شیفر (انگلیسی: Wendy Schaeffer؛ زادهٔ ۱۶ سپتامبر ۱۹۷۴) سوارکار اهل استرالیا بود.